# Weidenstetten
Weidenstetten település Németországban, azon belül Baden-Württembergben. Lakosainak száma 1439 fő (2023. december 31.). Weidenstetten Lonsee, Amstetten, Altheim, Neenstetten, Holzkirch és Westerstetten községekkel határos.

## Népesség
A település népessége az elmúlt években az alábbi módon változott:
| Lakosok száma | 943  | 1040 | 1023 | 1013 | 1047 | 1161 | 1191 | 1218 | 1322 | 1439 |
|               | 1961 | 1967 | 1974 | 1980 | 1987 | 1993 | 2000 | 2006 | 2013 | 2023 |